# Adsbøl Kirke
Adsbøl kirke er en kirke i landsbyen Adsbøl nord for Nybøl Nor. Den er fra 1200-tallet og har gennemgået flere ombygninger op gennem tiderne og senest restaureret i 1998. Den hvidkalkede kirke består af et romansk kor og et skib med gotisk vestforlængelse. I 1926 opførtes ved skibets vestgavl et klokkehus i træ. Kirken har 3 klokker; en middelalderlig messeklokke og en stor klokke fra 1503.
Adsbøl har fælles menighedsråd med Gråsten og deler præst med Gråsten og Kværs.
Adsbøl kirkegård var fælles for både Adsbøl og Gråsten indtil 1940 hvor Gråsten fik sin egen kirkegård. 1879 blev kirkegården ved Adsbøl kirke for lille og i 1879 blev kirkegården nord for landevejen indrettet. På begge kirkegårde er der både kiste- og urnegravsteder.
På kirkegården ved kirken er der krigergrave fra begge de slesvigske krige, hvor både danske og tyske soldater hviler. Et mindesmærke har på kobberplader navnene på sognets faldne i første verdenskrig.

## Kirkens inventar
1856 fik kirken som som erstatning for den tidligere altertavle et alterbillede der forestillede "Kristus og den kananæiske kvinde" Billedet blev 1926 udskiftet med en kopi udført af Ernst Laddey i 1885 forestillende "Fra Bartholemæus korsnedtagelse".
Alterstagerne er sengotisk arbejde. De er nævnt i kirkeinventarium fra 1589.
Glasmosaiken i koret fungerer indefra som en anderledes altertavle.
Døbefonten fra 1924 er udført i sandsten af billedhuggeren M.H. Ploug. Den nuværende prædikestol fra 1698 blev flyttet i 1884.
Alterkalken er stykket sammen af et bæger fra ca. 1700 og en fod, dateret 1829. Orgelet med 6 stemmer fra 1965, er bygget af Brdr. Bruhn og erstattede et orgel fra 1898.
1997 blev prædikestolen flyttet tilbage til sin oprindelige plads, og fik ny trappe. Kirken fik nyt alter og østvinduet genåbnet. Alterbilledet fra 1856 hænger i kirken. Der kom nyt teglgulv samt trægulve under bænkene. Gravstenen, som blev fundet under gulvet i 1925-26 blev flyttet til våbenhuset, så den kan ses. Desuden fik kirken nyt sakristi og nye lysekroner.
Kirkeskibet "Christina Dorothea" er en model af et én-mastet skib (en slup) af samme navn, der som toldkrydser sejlede på Flensborg Fjord. Ved en gudstjeneste i 1961 blev skibet båret ind og ophængt.

## Kirkens historie
Kirken blev beskadiget under svenskekrigen i 1658-59, men man fik hurtigt gjort kirken anvendelig igen. 1768 blev kirken endelig sat i gennemgribende i stand, med blandt andet et nyt tag. 1798 blev der igen foretaget betydelige reparationsarbejder.
1925-26 blev korgulvet sænket, og under gulvet i skibet fandt man en gravplads. Desuden fandtes en del gamle kalkmalerier, som det desværre ikke var muligt at restaurere. Kirkens gulv blev belagt med bornholmske kliker. Alterbord, alterskranke, orgel og lysekroner blev fornyet.
En mindre sengotisk klokke måtte under første 1. verdenskrig afleveres til omsmeltning til brug for den tyske krigsindustri. Som erstatning herfor modtog kirken en "Genforeningsklokke". Messeklokken hænger i dag i våbenhuset.

## Galleri
- Gotisk vindue
- Mindesten for sognets faldne i 1. verdenskrig 1914-1918